# Fritz Runge (Politiker)
Fritz Runge (* 3. Juni 1901 in Konradsthal; † 23. Oktober 1990 in Bischofswiesen) war ein sozialdemokratischer Politiker.
Runges Vater war Bergmann, den er durch einen Unfall unter Tage früh verlor. Seine Mutter musste ihre vier Kinder als Landarbeiterin durchbringen. Sie nahm ihre Kinder zu zahlreichen Parteiveranstaltungen der Sozialdemokraten, unter anderem mit August Bebel und Rosa Luxemburg mit. Im Jahr 1913 zog die Familie ins Rheinland nach Moers. Runge wurde in der Zeit des Nationalsozialismus im „Brotprozess“ angeklagt. In den Jahren 1946 und 1947 war er Mitglied des Ernannten Landtags von Nordrhein-Westfalen.